# Armand Béhic
Louis Henri Armand Béhic (Parijs, 15 januari 1809 – aldaar, 2 maart 1891) was een Frans ambtenaar en politicus ten tijde van het Tweede Franse Keizerrijk.

## Biografie
In 1826 trad Béhic toe tot de administratie van het ministerie van Financiën. Hij was attaché bij de thesaurie van het Franse leger ten tijde van de invasie in Algiers in 1830. In 1845 werd hij financieel directeur bij het ministerie van Marine.
Van 1846 tot 1848 was hij volksvertegenwoordiger namens het Noorderdepartement en bevond hij zich centrumrechts in het politieke spectrum. In 1849, onder het Tweede Franse Keizerrijk, werd hij staatsraad.
Tijdens het Tweede Franse Keizerrijk benoemde keizer Napoleon III hem op 23 juni 1863 tot minister van Landbouw, Handel en Openbare Werken in de regering-Bonaparte III, als opvolger van Eugène Rouher. Op 20 januari 1867 werd Béhic door keizer Napoleon III benoemd tot senator. Als minister werd hij opgevolgd door Adolphe de Forcade Laroquette. Hij zou in de Senaat blijven zetelen tot de afkondiging van de Derde Franse Republiek op 4 september 1870.
In tegenstelling tot veel van zijn collega's, wist Béhic ook na de val van het Tweede Franse Keizerrijk in september 1870 nog een politieke rol te spelen tijdens de Derde Franse Republiek die daarop volgde. Van 1876 tot 1879 was hij immers opnieuw senator, namens het departement Gironde. Hij was lid van de bonapartistische fractie Appel au peuple.

## Onderscheidingen
Bij zijn benoeming tot senator op 20 januari 1867 werd Béhic eveneens onderscheiden met het grootkruis in het Legioen van Eer. Voorts was hij commandeur in de Russische Orde van Sint-Anna en droeg hij het grootkruis van de Braziliaanse Orde van de Roos, de Spaanse Orde van Isabella de Katholieke, de Zweedse Orde van de Poolster, de Portugese Orde van Onze Lieve Vrouwe van Villa Viçosa en de Ottomaanse Orde van Mejidie.